# Jean Boudehen
Jean Boudehen (n. 11 ianuarie 1939, Le Petit-Couronne, Haute-Normandie, Franța – d. 4 septembrie 1982, Vallon-Pont-d'Arc, Rhône-Alpes, Franța) a fost un caiacist ce a reprezentat Franța, medaliat olimpic. A participat la două ediții ale Jocurilor Olimpice (1964, 1968) în care a câștigat o medalie de argint.